# Albrecht von Groddeck
Albrecht Ludwig von Groddeck (* 25. August 1837 in Danzig; † 18. Juli 1887 in Clausthal) war ein deutscher Hochschullehrer und Direktor der Bergakademie Clausthal.

## Leben
Alrecht war das achte von neun Kindern des Kommerz- und Admiralitätsdirektors Karl von Groddeck (1792–1881) und dessen Ehefrau Sophie, geborene Martins (1810–1878).
Groddeck schlug nach dem Abitur in Danzig 1856 die hüttenmännische Laufbahn ein, studierte am braunschweigischen Collegium Carolinum und, nach einem praktischen Jahr in der Eisenhütte in Zorge, an den Universitäten Berlin und Breslau (bei Ferdinand Roemer) und ab 1862 an der Bergschule Clausthal (ab 1964 Bergakademie). 1863 legte er in Clausthal die Hütteningenieursprüfung mit Auszeichnung ab. Ein Jahr später wurde er Lehrer der Bergbaukunde und Aufbereitungskunde an der Bergakademie. Nach dem Ausscheiden von Friedrich Adolph Roemer übernahm er 1867 auch den Unterricht in Mineralogie und Geologie. Zunächst mit der einstweiligen Führung der Geschäfte betraut, wurde er 1871 auch zum Direktor der Akademie ernannt. 1867 wurde er an der Universität Göttingen promoviert (Über die Erzgänge des nordwestlichen Oberharzes). 1872 erhielt er den Titel eines königlichen Bergrats. 1880 gab er den Unterricht in Bergbaukunde und Aufbereitungskunde ab und übernahm dafür 1881 den im Lehrplan neu eingeführten Unterricht in der Lehre von den Erzlagerstätten. Groddeck erkrankte nach einer nasskalten studentischen Lehrexkursionen im Harz Pfingsten 1887 so schwer, dass er verstarb.
Sein wissenschaftlicher Schwerpunkt lag in der Lagerstättenlehre und der Geologie des Harzes (besonders den Nordwestteil) und seiner Erzgänge. Von ihm stammt eine, nach Kurt Mohr für seine Zeit vortreffliche geologische Karte des Harzes.

## Schriften
- Ueber die Erzgänge des nordwestlichen Oberharzes. In: Zeitschrift der Deutschen Geologischen Gesellschaft. Band XVIII, 1866, S. 693–776 Digitalisat
- Ueber die Erzgänge des nordwestlichen Oberharzes. Inaugural-Dissertation, Universität Göttingen, Starcke, Berlin 1867 Digitalisat
- Abriß der Geognosie des Harzes, mit besonderer Berücksichtigung des nordwestlichen Teils. Clausthal 1871 Digitalisat; 2. Auflage 1883
- Geognostische Durchschnitte durch den Oberharz, mit Erläuterungen. In: Z. f. Berg-, Hütten- und Salinenwesen im preußischen Staat. Band 21, 1873 Digitalisat
- Die Lehre von den Lagerstätten der Erze. Ein Zweig der Geologie. Leipzig 1879
- Oscar Hoppe: Die Bergwerke, Aufbereitungs-Anstalten und Hütten sowie die technisch-wissenschaftlichen Anstalten, Wohlfahrts-Einrichtungen pp. im Ober- und Unter-Harz. Nebst einem Anhang für geognostische Excursionen, verfasst von Bergrath Dr. v. Groddeck. Grosse, Clausthal 1883 Digitalisat